# Телем (партия)
Телем (ивр. תנועה לאומית  ממלכתית‎ сокр. от Тнуа леумит мамлахтит, букв. «Национальное государственное движение») — политическая партия в Израиле, сформированная бывшим министром обороны Моше Яалоном.
В кнессете 21, 22 и 23 созывов партия была представлена в составе блока Кахоль-лаван. 
Не участвовала в выборах в кнессет 2021 года.

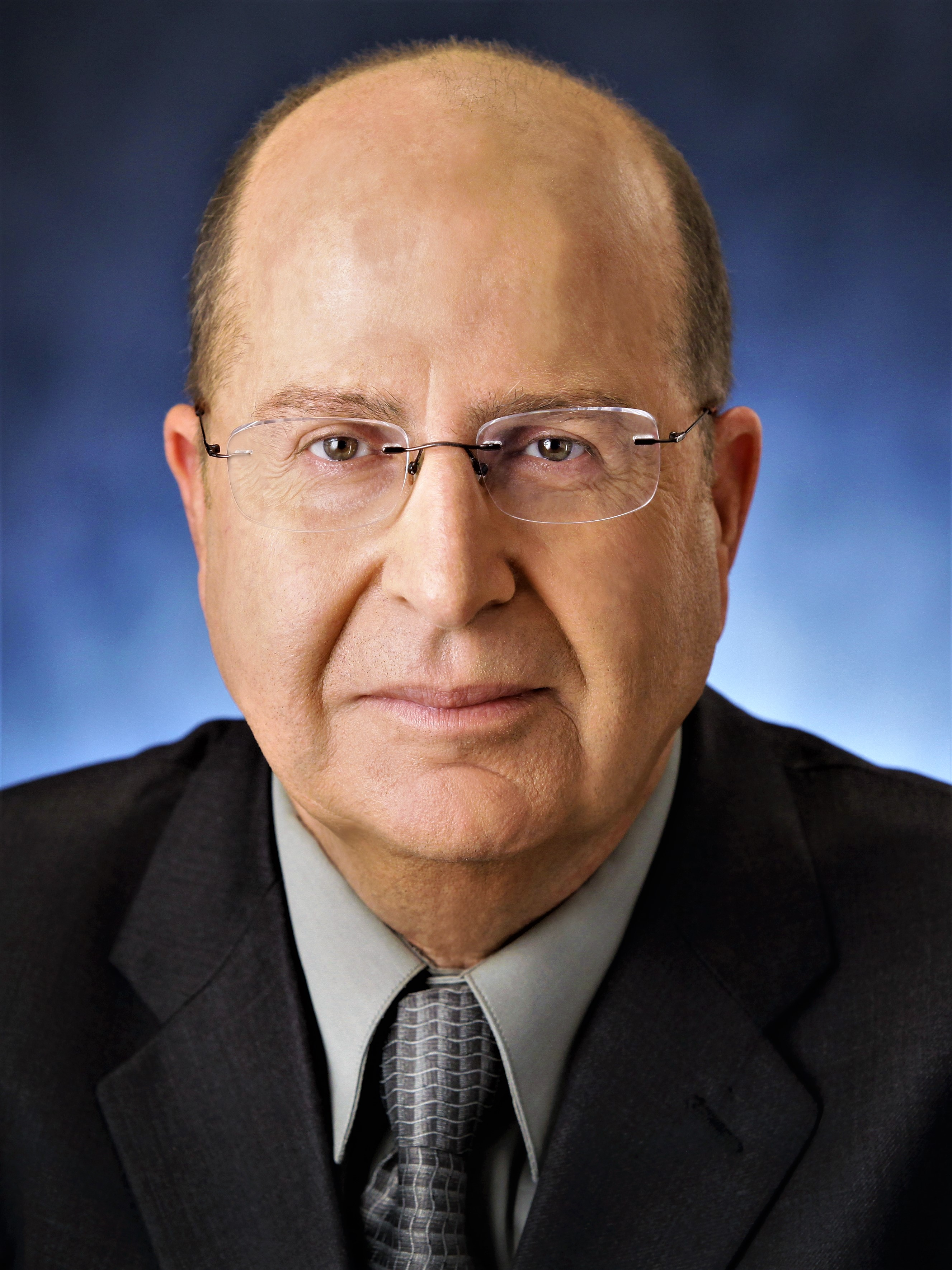
Моше Йаалон, основатель партии

## История
Моше Яалон покинул пост министра обороны в мае 2016 года «на фоне широко распространенных слухов о том, что он будет уволен Нетаньяху». 12 марта 2017 года Яалон официально отказался от членства в Ликуде, объявив, что он сформирует новую партию, чтобы бросить вызов Нетаньяху на предстоящих выборах 2019 года.
Партия была названа в память о бывшем министре обороны Моше Даяне и его партии Телем. Яалон заявил, что «он был солдатом Израиля в течение десятилетий, и он будет продолжать служить общественности в своей новой партии».
В преддверии выборов Телем объединился с партией устойчивости Израиля и Еш Атид. У партии есть четыре слота в объединённом списке, известном как альянс Кахоль-лаван. Яалон стал третьим в новом списке.